# Fritz, a macska kilenc élete
A Fritz, a macska kilenc élete (eredeti cím: The Nine Lives of Fritz the Cat) 1974-ben bemutatott amerikai rajzfilm, amely Robert Crumb Fritz, a macska című képregénye alapján, és az 1972-ben bemutatott Fritz, a macska című mozifilm folytatása. Az animációs játékfilm írója és rendezője Robert Taylor, producere Steve Krantz, a zenéjét Tom Scott szerezte. A mozifilm a Steve Krantz Productions és a Cine Camera gyártásában készült, az American International Pictures forgalmazásában jelent meg.
Amerikában 1974. június 26-án mutatták be a mozikban, Magyarországon 1998. március 20-án az HBO-n vetítették le a televízióban.

## Szereplők
| Szereplő           | Eredeti hang  | Magyar hang         |
| ------------------ | ------------- | ------------------- |
| Fritz              | Skip Hinnant  | Kálloy Molnár Péter |
| Fritz felesége     | Reva Rose     | Kocsis Mariann      |
| Jones tábornok     | N/A           | Kristóf Tibor       |
| Many               | Bob Holt      | Kristóf Tibor       |
| Isten              | Bob Holt      | Tolnai Miklós       |
| Amerikai elnök     | Bob Holt      | Verebély Iván       |
| NASA asszisztens   | Bob Holt      | Besenczi Árpád      |
| Juan               | Peter Leeds   | Pusztaszeri Kornél  |
| Chita, Juan nővére | Louisa Moritz | Fazekas Andrea      |

További magyar hangok: Boros Zoltán, Breyer László, Cs. Németh Lajos, Fazekas Andrea, Galbenisz Tomasz, Gesztesi Károly, Izsóf Vilmos, Kenderesi Tibor, Konrád Antal, Kránitz Lajos, Melis Gábor, Némedi Mari, Orosz István, Pathó István, Rajhona Ádám, Rajkai Zoltán, Selmeczi Roland, Simon György, Szokol Péter, Sztarenki Pál, Ullmann Zsuzsa, Várkonyi András, Versényi László, Wohlmuth István

## Televíziós megjelenések
HBO